# Grote Prijs Raf Jonckheere 1972
De 22e editie van de Belgische wielerwedstrijd Grote Prijs Raf Jonckheere werd verreden op 24 juli 1972. De start en finish vonden plaats in Westrozebeke. De winnaar was Noël Vantyghem, gevolgd door Raphaël Hooyberghs en Marc Demeyer.

## Uitslag
| Grote Prijs Raf Jonckheere 1972 |                    |                    |      |
| Plaats                          | Naam               | Ploeg              | Tijd |
| Winnaar                         | Noël Vantyghem     | Novy-Dubble Bubble |      |
| 2                               | Raphaël Hooyberghs | Watney-Avia        |      |
| 3                               | Marc Demeyer       | Beaulieu-Flandria  |      |

1951 · 1952 · 1953 · 1954 · 1955 · 1956 · 1957 · 1958 · 1959 · 1960 · 1961 · 1962 · 1963 · 1964 · 1965 · 1966 · 1967 · 1968 · 1969 · 1970 · 1971 · 1972 · 1973 · 1974 · 1975 · 1976 · 1977 · 1978 · 1979 · 1980 · 1981 · 1982 · 1983 · 1984 · 1985 · 1986 · 1987 · 1988 · 1989 · 1990 · 1991 · 1992 · 1993 · 1994 · 1995 · 1996 · 1997 · 1998 · 1999 · 2000 · 2001 · 2002 · 2003 · 2004 · 2005 · 2006 · 2007 · 2008 · 2009 · 2010 · 2011 · 2012 · 2013 · 2014 · 2015 · 2016 · 2017 · 2018 · 2019 · 2020 · 2021 · 2022